# Svante August Arrhenius
Pour les articles homonymes, voir Arrhenius.
 (juillet 2024).
Si vous disposez d'ouvrages ou d'articles de référence ou si vous connaissez des sites web de qualité traitant du thème abordé ici, merci de compléter l'article en donnant les références utiles à sa vérifiabilité et en les liant à la section « Notes et références ».
Svante August Arrhenius (né le 19 février 1859 au château de Vik (en), près d'Uppsala, et mort le 2 octobre 1927 à Stockholm) est un chimiste suédois, pionnier dans de nombreux domaines. Il reçoit le prix Nobel de chimie en 1903.
Il est notamment connu pour avoir formulé en 1889 la loi d'Arrhenius qui décrit la variation de la vitesse d'une réaction chimique en fonction de la température, et pour être le pionnier de l'étude de l'effet de l'augmentation du dioxyde de carbone dans l'atmosphère sur le climat et sur l'effet de serre.

## Biographie
Arrhenius naît en Suède à Vik (aussi orthographié Wik ou Wijk) près d'Uppsala, de Gustav Svante Arrhenius et Carolina Thunberg. Son père, après avoir été géomètre à l'université d'Uppsala, y a obtenu une place de superviseur.
À l'âge de trois ans, le petit Arrhenius apprend à lire tout seul, et en regardant son père additionner des nombres dans son livre de compte, il devient rapidement un prodige en arithmétique, compétence qu'il a très vite pu accroître, disposant de masses de données pour étudier les lois et relations mathématiques.
À l'âge de huit ans, il entre dans l'école locale « de la cathédrale » et s'y distingue dans le domaine de la physique et des mathématiques. Il est en 1876 l'étudiant le mieux noté et le plus jeune de son niveau.
Il a été marié deux fois, durant deux ans (de 1894 à 1896) à Sofia Rudbeck (une de ses anciennes élèves), qui lui donna un fils, puis en 1905 à Maria Johansson (qui lui donna deux filles et un garçon). Son fils Olof Vilhelm Arrhenius est devenu un chimiste réputé en Suède. Son petit-fils Gustaf Olof Svante Arrhenius a également fait carrière dans les sciences (océanographe, biogéochimiste, exobiologiste). Tous deux ont étudié et fait progresser des sujets étudiés ou défrichés par leur père et grand-père.

## Carrière universitaire et scientifique
À l’université d'Uppsala, l'étudiant Svante Arrhenius se montre insatisfait de son professeur principal en physique, et le seul professeur qu'il juge acceptable et prometteur dans son enseignement est le chimiste Per Thodor Cleve.
Après cinq ans d’études en physique, mathématiques et chimie à l’université d'Uppsala, il entre en 1881 à l’Institut de physique de l’Académie royale des sciences de Suède, à Stockholm, où il prépare une thèse, sous la direction du physicien Erik Edlund (en). Son sujet d’étude porte sur la conductivité des électrolytes.
En 1883, il publie son mémoire en français de 150 pages intitulé Recherches sur la conductibilité galvanique des électrolytes. Ce mémoire divisée en deux parties, d'abord sur la conductibilité des solutions aqueuses extrêmement diluées déterminée au moyen du dépolarisateur (45 électrolytes), puis sur la théorie chimique des électrolytes (56 propositions) annonce une théorie de la dissociation. Ce travail de laboratoire et ces propositions lui permettent d’obtenir a minima son diplôme de doctorat en 1884. En effet, sa soutenance de thèse n’impressionne nullement les membres du jury (dont son ancien professeur Per Teodor Cleve) qui acceptent de lui accorder son doctorat non pour ses résultats mais pour son simple labeur de recherche, avec la note la plus faible et la mention de quatrième classe dite "passable" rédigée en latin non sine laude approbatur. L'hostilité des chimistes, largement prévisibles dès le choix du thème, ne lui ouvre aucune carrière académique. C'est cette même étude, au fondement de la chimie ionique, qui lui vaudra le prix Nobel de chimie de 1903 « en reconnaissance des services extraordinaires qu'il a rendus à l'avancement de la chimie par sa théorie sur la dissociation électrolytique ».
Arrhenius, conscient de cette hostilité généralisée, fait parvenir des copies de sa thèse à divers savants européens qui œuvrent à de nouvelles approches de la chimie physique, comme Rudolf Clausius, Wilhelm Ostwald, et J. H. van 't Hoff. Ces derniers sont impressionnés par l'audace théorique et félicite le jeune docteur, à l'inverse des professeurs d’Arrhenius. W. Ostwald, enthousiaste vient à Uppsala rencontrer Arrhenius, lui demandant de se joindre à son équipe de recherche et offrant une chaire à Riga. Mais, paradoxalement, l'invitation est déclinée. Arrhenius qui sait utiliser lettres de félicitations et invitations étrangères préfère rester dans son pays natal. Il parvient à obtenir un poste de docent à l'université 
d'Uppsala, qui réplique ainsi aux intrusions étrangères et lui permettre de donner une forme achevée à sa théorie. Il peut aussi s’occuper de son père gravement malade, mais celui-ci décède en 1885.

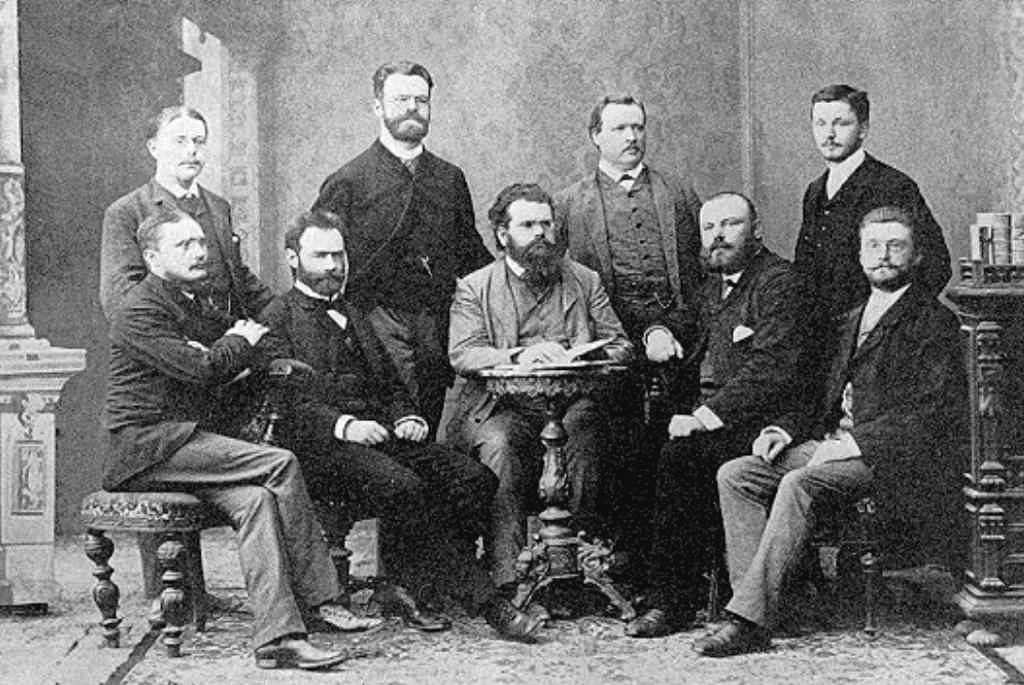
Photographie de 1887. Debout (à partir de la gauche) : Nernst, Streintz, Arrhenius, Hiecke. Assis (idem): Aulinger, Ettingshausen, Boltzmann, Klemencic, Hausmanninge.

En 1886, E. Edlund obtient pour son ancien élève un voyage d'étude en Europe financé par l'Académie royale des sciences de Suède. Il peut passer quatre années, sous forme de stage post-doctorat d'un an, dans les laboratoires de ceux qui ont soutenu ouvertement sa théorie : auprès d'Ostwald à Riga, de Kohlrausch à Wurtzbourg, de Boltzmann à Graz et de van 't Hoff à Amsterdam. En 1887, sa théorie achevée paraît dans la revue Zeitschrift für physikalische Chemie.
Il refuse un poste dans l'Empire allemand pour rentrer en Suède en 1890. Il travaille d'abord à l'Institut royal de technologie de Stockholm, en tant que professeur, puis recteur à l'école technique supérieure en 1895. En 1891, il est nommé maître de conférences à la Stockholms Högskola (aujourd'hui université de Stockholm), il y est promu en 1895 professeur de physique, avec beaucoup d'opposition de ses pairs car il n'est pas physicien, mais physico-chimiste, et enfin recteur en 1896.
Arrhenius devient ensuite professeur de chimie à l’université de Stockholm en 1895. Il est accepté à l’Académie royale des sciences de Suède en 1901. Son prix Nobel de chimie, remis en 1903, accroît la reconnaissance de ses pairs, et en 1905, il est nommé à la direction de l’« Institut Nobel de chimie physique », spécialement créé pour lui, ce qui lui permet d'être responsable de l'attribution du prix Nobel dans son champ de compétence.
Son nom reste attaché à la loi d'Arrhenius qui rend compte de la variation de vitesse des réactions chimiques avec la température et qu’il a formulée en 1889 dans son article intitulé « On the velocity of the inversion of cane sugar by acids ».

### Théorie de la dissociation
Ses premiers travaux de recherche portent sur la conductivité des solutions d’électrolytes. Il rédige ses fameuses Recherches sur la conductibilité galvanique des électrolytes qui préfigure la théorie de la dissociation. Celle-ci postule que les composés chimiques en solution dans une solution électrolytique (conductrice de charges électriques) sont dissociés en ions, et ce même en l’absence de courant électrique traversant la solution.
Cinquante-six hypothèses sont présentées et discutées dans sa première thèse soutenue en 1884. La plupart sont encore acceptées aujourd’hui, telles quelles ou avec des modifications mineures. Le plus important dans sa thèse est l’idée que ni les sels purs ni l'eau pure ne sont conducteurs, mais qu’une solution de sels l’est. L'explication d’Arrhenius est que lors de sa dissolution, le sel se dissocie en particules chargées (que Michael Faraday avait nommé « ions » quelques années avant). Faraday avait la conviction que les ions étaient produits par le processus d’électrolyse. Arrhenius a posé l'hypothèse que même en l’absence de courant électrique, les solutions salines contenaient des ions, et que les réactions chimiques en solution étaient le fait de réactions entre ions. Pour les électrolytes forts, on pense toujours que c'est le cas, mais cette théorie a été modifiée (par Peter Debye et Erich Hückel) pour prendre en compte le comportement des électrolytes faibles.
En 1884, dans le développement logique de sa théorie sur les ions, Arrhenius propose aussi une définition des acides et des bases, estimant qu'en solution aqueuse, les substances acides produisent des ions d'hydrogène, alors que les bases produisent des ions hydroxyde. La force des acides et des bases, associée à un coefficient d'activité (ionisation) en est aussi un corollaire, si la notion de liaison est cohérente
En 1889, Arrhenius postule également que le degré de dissociation augmente avec la dilution de la solution, après avoir observé que les réactions chimiques gagnent en vitesse en fonction de la température de la solution, et ceci, de façon proportionnelle à la concentration des molécules activées. Il en tire une loi de variation de la constante de vitesse d’une réaction chimique en fonction de la température.
La théorie d'Arrhenius et surtout ses premières approches entre 1883 et 1887 mettent à l'épreuve les considérations sur les équilibres, décrits par la loi de Guldberg et Waage, et les vues de Berthelot sur l'effet thermique des réactions. Mais cette théorie est la fille indirecte des études détaillées sur les solutions salines, perfectionnées dès 1880 par Van 't Hoff et Raoult proposant la théorie des propriétés osmotiques, tonométriques, cryoscopiques et ébulliométriques. 
Elle est d'abord mal reçue par la communauté scientifique des années 1880, en particulier celle des chimistes, qui la considère comme fausse. Elle sera peu à peu vérifiée et acceptée pour finalement former l'une des pierres angulaires de la chimie physique et de l’électrochimie modernes.

### Théorie de l'effet de serre
Voulant comprendre et expliquer le cycle des glaciations, Svante Arrhenius a élaboré une théorie qui relie l’augmentation du CO2 atmosphérique à une augmentation sensible des températures terrestres en raison d'un « effet de serre » dû à la vapeur d’eau et à l'acide carbonique (CO2 qui se dissout dans les gouttelettes formées lorsque la vapeur d'eau se condense). Il a été influencé dans ce travail par d'autres chercheurs, dont Joseph Fourier.
Dans un article intitulé De l'influence de l'acide carbonique dans l'air sur la température au sol, publié en 1896, il estime qu'un doublement du taux de CO2 causerait un réchauffement d'environ 5 °C (soit un peu plus que les prévisions de 2 à 4,5 °C faites par le GIEC plus de cent ans plus tard, en 2007). Une réduction de moitié du CO2 atmosphérique diminuerait quant à elle la température moyenne de la surface du globe de 4 à 5 °C. Arrhenius s’attendait à ce que le taux de CO2 double, mais au rythme de son temps, c’est-à-dire en environ 3 000 ans d’après ses calculs. Au rythme actuel, cela prendra un siècle seulement selon les calculs du GIEC.
Pour calculer les capacités d’absorption du CO2 et de la vapeur d'eau, Arrhenius a utilisé les observations de la lune faites dans l’infrarouge par Frank Washington Very (en) et Samuel Pierpont Langley à l'observatoire Allegheny de Pittsburgh.
Les laborieux calculs d'Arrhenius se sont plus tard montrés erronés, mais s’appuyant sur la « loi de Stefan-Boltzmann », il a formulé une première loi sur l'effet de serre, dont la forme originale est : « Si la quantité d’acide carbonique augmente en progression géométrique, l’augmentation de la température suivra, presque avec une progression arithmétique. » (« If the quantity of carbonic acid increases in geometric progression, the augmentation of the temperature will increase nearly in arithmetic progression »), loi qui n'a pas été depuis invalidée, mais qui a été simplifiée dans son expression par G. Myhre et ses collègues en 1998 avec la formule suivante :
{\displaystyle \Delta F=\alpha \ln \left({\frac {C}{C_{0}}}\right)}
En 1900, Knut Ångström, qui a publié le premier spectre moderne infrarouge du CO2 (avec deux bandes d'absorption), critique les valeurs élevées d'absorption calculées par Arrhenius pour le CO2. Arrhenius lui répond vivement en 1901, rejetant la critique. Deux ans après, il aborde brièvement le sujet dans un ouvrage technique (Lehrbuch der kosmischen Physik, 1903). Trois ans plus tard, il publie un long texte de vulgarisation, formulation cosmogonique présentant sa vision de l'apparition de la terre et de la vie sur terre « Världarnas utveckling » (1906) qui sera traduit l'année suivante en allemand sous le titre Das Werden der Welten, 1907), puis en anglais (Worlds in the Making, the Evolution of the Universe, New York, London, Harper, 1908). Dans ce texte, il suggère que les émissions humaines de CO2 devraient être suffisantes pour prémunir le monde d'une nouvelle ère glaciaire. Il y estime qu'une terre plus chaude serait nécessaire pour nourrir la population humaine qui augmente rapidement. Il présente très clairement un monde plus chaud comme un changement positif. À partir de ce moment, sa théorie sur l'effet de serre gagne de l'attention.
Néanmoins, jusqu'aux années 1960, la plupart des scientifiques vont considérer cet effet de serre comme ne pouvant plausiblement influencer les cycles glaciaires que Milutin Milankovitch a modélisés d’une manière très satisfaisante sur la base des changements d'orbite de la Terre. La théorie de Milankovitch s’est en effet avérée être puissamment prédictive à rebours, pour expliquer les glaciations qui ont touché la terre depuis plusieurs millions d'années. Ce forçage orbital est admis de nos jours comme premier facteur climatique, le CO2 étant néanmoins reconnu comme élément amplificateur (boucle de rétroaction positive).
Au printemps 1922, il déclare : « Nous avons consommé autant de charbon fossile en dix ans que l'homme en a brûlé durant tout le temps passé. […] Il devient nécessaire de trouver d'autres sources d'énergie, afin que la civilisation du monde ne s'effondre pas lorsque les combustibles fossiles seront sur le point d'être épuisés ».

## Précurseur en matière de modélisation de la diversité biologique
Arrhenius fut un scientifique très éclectique. Très jeune, il s’est notamment intéressé aux facteurs qui contraignent ou favorisent la diversité des espèces.
À partir d'une étude botanique des espèces qui poussaient dans son environnement (fjord), Arrhenius a proposé une relation approximative entre la taille d'une aire biogéographique et le nombre d'espèces qu'elle abrite. Quand l'aire biogéographique donnée {\displaystyle y} grandit en devenant {\displaystyle y_{1}}, le nombre d'espèces {\displaystyle x} qu'on y trouve s'élève en devenant {\displaystyle x_{1}}, selon la formule suivante :
{\displaystyle {\dfrac {x}{x_{1}}}=\left({\dfrac {y}{y_{1}}}\right)^{n}}
{\displaystyle n} étant une constante à ajuster, qui augmente quand le nombre d'espèces {\displaystyle x_{1}} croît lentement, et diminue quand ce nombre d'espèces augmente rapidement.
Le petit fils d'Arrhenius a proposé une autre formulation :
{\displaystyle S=CA^{z}}
{\displaystyle S} (pour species) représentant le nombre d'espèces, {\displaystyle A} (pour area) représentant la surface, {\displaystyle C} et {\displaystyle z} étant des constantes à ajuster.
Ces formules ont d'abord été très critiquées par Beumée et Reitz parce qu’apparemment trop simplificatrices, notamment parce qu'elles ne tiennent pas compte de la longueur ou de la nature de l'écotone, ou du facteur d'altitude ou d'autres facteurs liés aux milieux extrêmes supposés avoir de forts impacts sur la diversité biologique ; mais testées sur des espèces végétales, elles se sont montrées prédictives - dans certaines limites - par exemple en Suède, Suisse et Finlande, y compris pour des associations en mosaïque. Plus récemment, elles se sont montrées prédictives du taux d'endémisme des îles malaisiennes (Java, Sulawesi, Sumatra, Bornéo, et Nouvelle-Guinée) ; plus ces îles ont une grande superficie, plus le taux d'endémisme y est élevé et plus les taxons (espèces et familles) y sont nombreux, à surface et conditions biogéographiques équivalentes. Dans ce cas, l'addition de données sur la pluviométrie dans les modèles n'a pas modifié cette relation. Sachant qu'à surface cartographiée équivalente, une île - ou une aire donnée - à fort relief équivaut à une surface bioproductive réelle bien plus grande qu'une île ou zone qui serait plate, des calculs plus complexes peuvent être faits sur les écotones (fractales) et la surface développée de milieux par exemple sous-marins (un récif corallien, le plateau continental rocheux ou sableux), mais on admet aujourd'hui qu'il existe une relation entre surface réelle d'un milieu et diversité des espèces qui l'habitent.
Cette relation entre aire et diversité biologique prend une importance nouvelle depuis le XIXe siècle, époque où la fragmentation écologique est devenue importante, croissant de manière exponentielle au XXe siècle en raison du développement des réseaux fortement maillés de villes et de transports, et avec l'utilisation massive de biocides (pesticides) en agriculture.

On ne parlait pas au XIXe siècle de biodiversité, mais les écologues parlent encore aujourd'hui de modèle d’Arrhenius, ou d’équation d’Arrhenius (qui a par exemple servi à faire un calcul estimant que pour être efficace, une réserve naturelle devrait en Nouvelle-Zélande couvrir une surface minimale de 10 km × 10 km.

### Autres centres d’intérêt
Alors que ses théories commencent à être acceptées, Arrhenius, très éclectique, s'intéresse à d'autres champs de savoir.
Il se passionne pour la géologie et le paléoclimat, et en particulier l'origine des périodes glaciaires.
En géophysique, il soutient en 1900 l'hypothèse de Ritter qui en 1878 estime que la Terre est constituée d’un noyau gazeux entouré d’une croûte dure (hypothèse reprise par Gunther en 1884 avant d'être contredite par les progrès de la sismologie).
En physiologie, il constate que nombre de réactions observées au sein d'organismes vivants (in vivo) suivent les mêmes lois que dans les éprouvettes (in vitro).
L'immunochimie l'attire fortement en 1904, il émet l'hypothèse que la loi d'action de masse s'applique à la réaction spécifique toxine/antitoxine. Le lauréat Nobel voyage aux États-Unis et prononce à l'université de Californie un cycle de conférences décrivant l'application des méthodes de chimie physique à l'étude des toxines et antitoxines, publiées en 1907 sous le titre Immunochemistry.

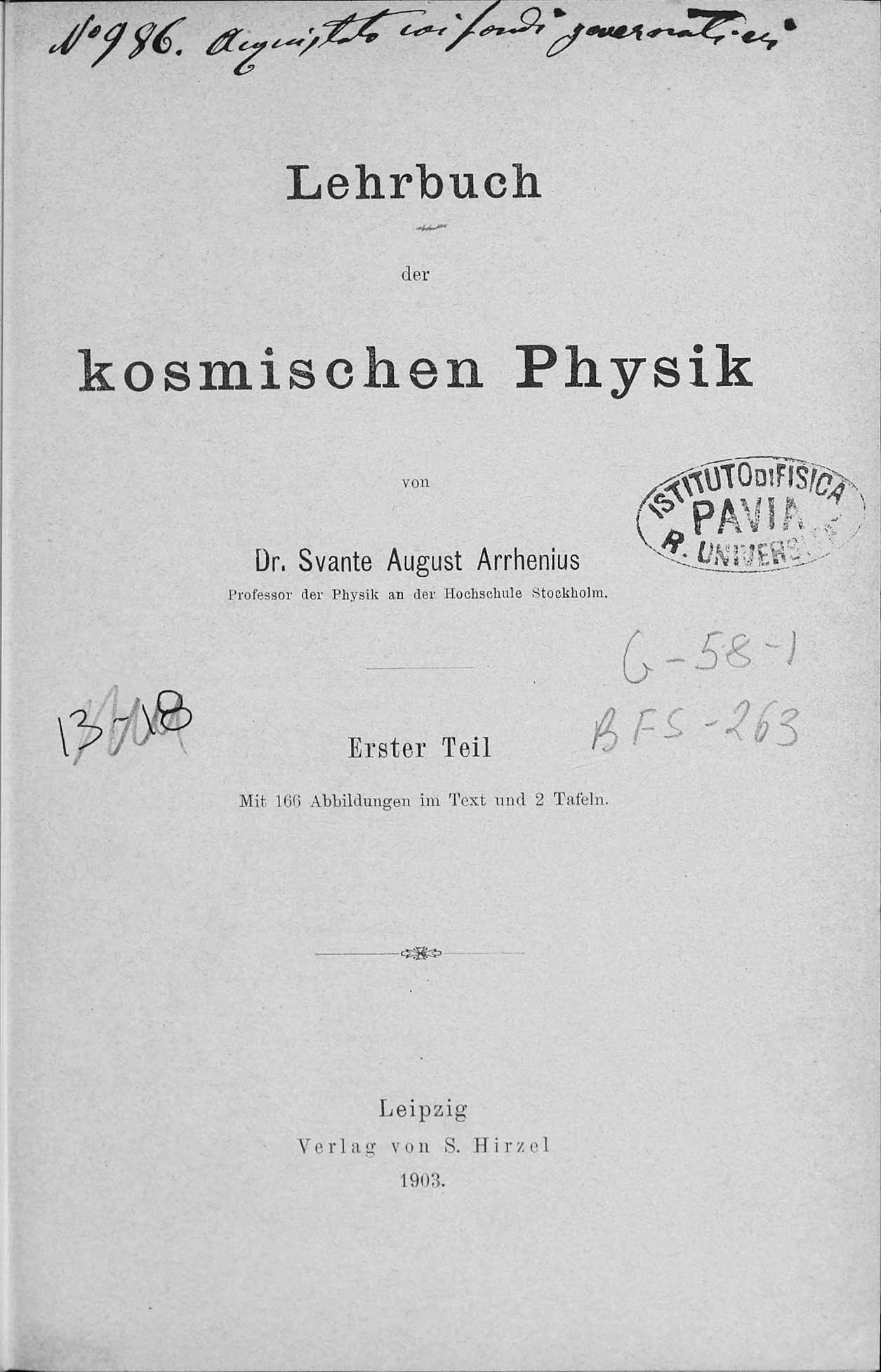
Lehrbuch der kosmischen Physik, 1903

Il se forge une cosmogonie, en étudiant la physique cosmique, associant notamment l'astronomie et l'astrophysique, le décompte temporel de l'évolution du système solaire, et s'intéresse aux collisions interstellaires. Il cherche à estimer la pression du rayonnement, qu'il nomme pression de radiation, sur les comètes, la couronne solaire, les aurores boréales, et la lumière zodiacale.
Il soutient que la vie pourrait avoir été transportée de planète à planète via le transport dans l'espace interplanétaire de spores poussées par les radiations, théorie aujourd'hui connue sous le nom de panspermie, qui a connu d'autres développements avec l'exobiologie.
Membre du conseil d'administration de la Société suédoise d'hygiène raciale fondée en 1909, il est l'un des scientifiques suédois qui fut engagé activement dans le processus qui mènera à la création, en 1922, d'un Institut d'État pour la biologie raciale à Uppsala. Arrhenius a été membre du conseil d'administration de cet institut qui conduira à la stérilisation forcée de près de 63 000 personnes handicapées dans ce pays entre 1930 et 1970.
Il songe enfin à un langage universel et pour le créer propose une modification de la langue anglaise.
À la fin de sa vie, il écrit des manuels scolaires et des livres de vulgarisation, en tentant de mettre l'accent sur la nécessité de poursuivre les travaux sur les sujets auxquels il a travaillé.

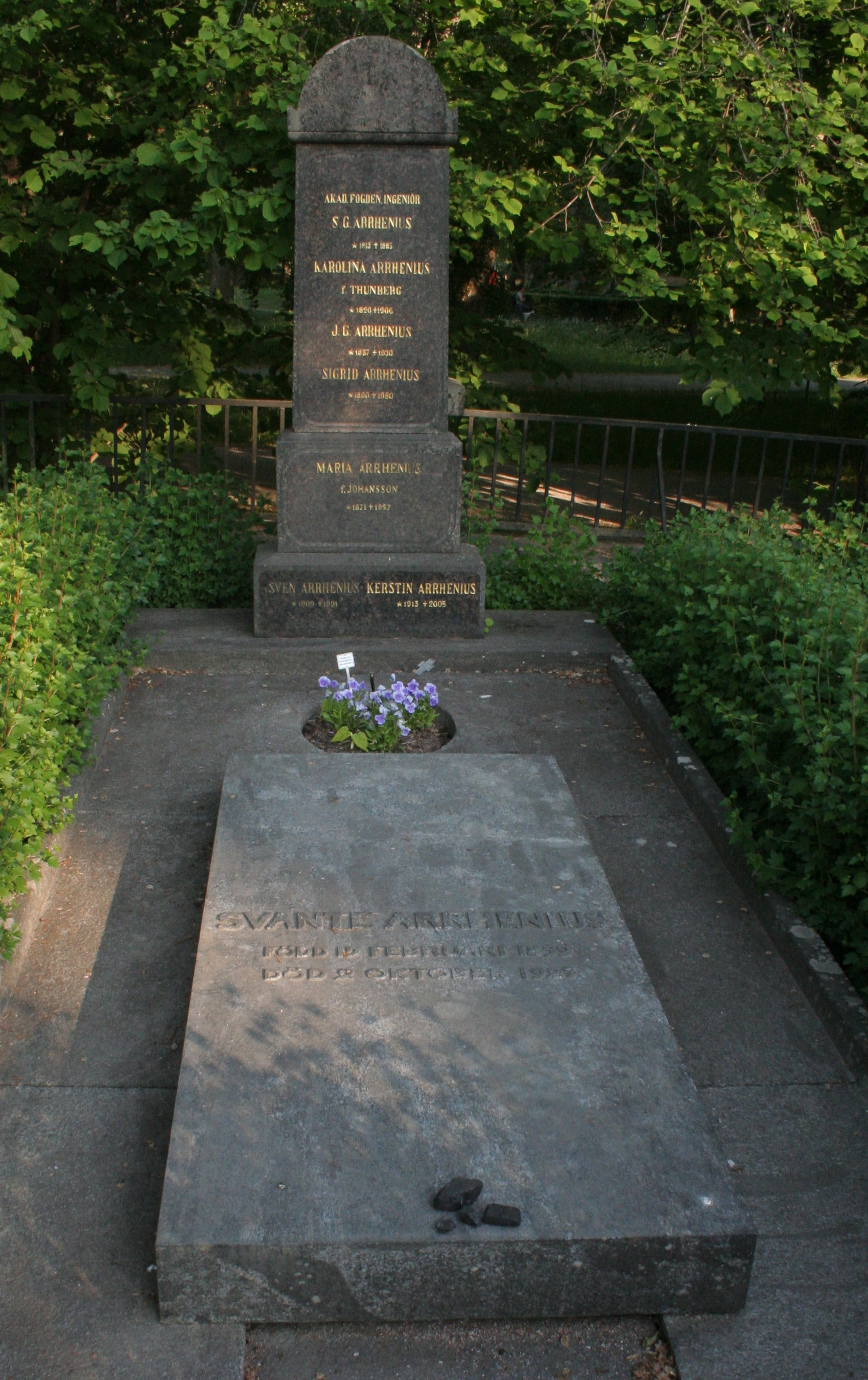
Tombe de la famille Arrhenius à Uppsala.

En septembre 1927, il tombe malade (une attaque de catarrhe intestinal aigu) et meurt le 2 octobre. Il est enterré à Uppsala.

## Distinctions
- 1901 : élu à l'Académie suédoise des sciences, mais avec une forte opposition
- 1902 : lauréat de la médaille Davy
- 1903 : lauréat du prix Nobel de chimie
- 1911 : lauréat du Willard Gibbs Award
- 1914 : lauréat du Faraday Lectureship de la Royal Society of Chemistry
- 1920 : lauréat de la médaille Franklin